# Benoît Magimel

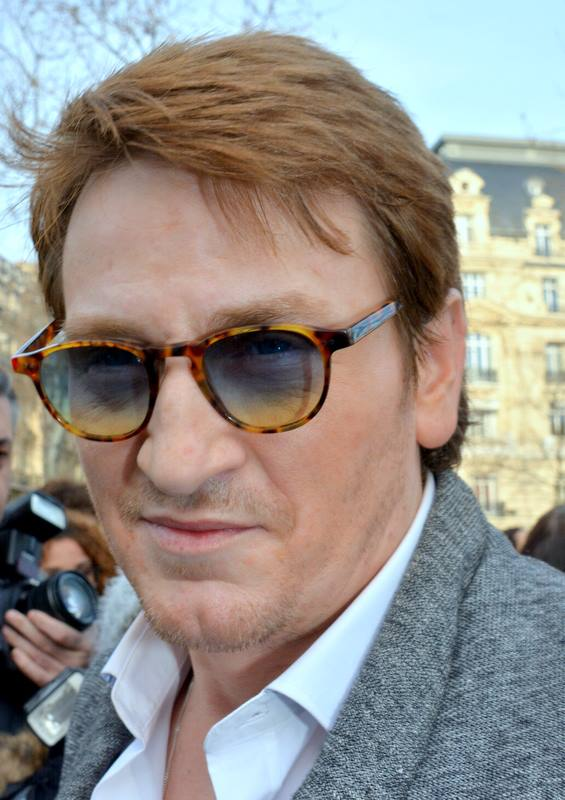
Benoît Magimel (2016)

Benoît Magimel (* 11. Mai 1974 in Paris) ist ein französischer Schauspieler. Er hat seit Ende der 1980er Jahre an mehr als 80 Film- und Fernsehproduktionen mitgewirkt. Für seine Hauptrollen in den Spielfilmen In Liebe lassen (2021) und Pacifiction (2022) wurde er jeweils mit dem französischen Filmpreis César ausgezeichnet.

## Biografie

### Kindheit und Ausbildung, erste Filmrollen
Benoît Magimel kam als Sohn einer Krankenschwester und eines Bankangestellten in Paris zur Welt. Als er zwölf Jahre alt war, wurde seine Mutter auf eine Annonce in der Tageszeitung Libération aufmerksam, die zur Teilnahme an einem Filmcasting aufrief. Ihr Sohn sprach vor und erhielt eine Hauptrolle in Étienne Chatiliez’ Film Das Leben ist ein langer, ruhiger Fluß. Die Sozialkomödie, die die Geschichte von zwei 12-Jährigen erzählt, die bei ihrer Geburt vertauscht wurden und in der jeweils falschen Familie aufwachsen, wurde 1988 zum Kritiker- und Publikumsliebling in Frankreich und gewann vier Césars. Für Magimel folgten Rollen in Christine Lipinskas Komödie Zum Teufel mit den Eltern und der Fernsehserie Pause-café sowie Auftritte in weiteren französischen TV-Produktionen.
Nachdem Magimel, der nie eine Schauspielschule besuchte, Gefallen am Filmgeschäft gefunden hatte, gab er seinen ursprünglichen Wunsch, Feuerwehrmann zu werden, auf und entschloss sich im Alter von 16 Jahren gänzlich für die Schauspielerei. 1993 spielte er erneut unter der Regie Lipinskas in Le Cahier volé, einem romantischen Drama zur Zeit des Zweiten Weltkriegs mit Elodie Bouchez in einer der Hauptrollen. Darauf folgten mehrere Fernsehauftritte, u. a. in Philippe Monniers Mehrteiler Jalna, bevor Magimel eine Hauptrolle in Benoît Jacquots Drama Das einsame Mädchen annahm. Hier spielte er an der Seite von Virginie Ledoyen einen arbeitslosen Jugendlichen, der mit der Schwangerschaft seiner jungen Freundin konfrontiert ist. Im selben Jahr erhielt Magimel eine Nebenrolle in Mathieu Kassovitz’ Sozialdrama Hass, das mit dem Regiepreis der Filmfestspiele von Cannes und drei Césars, darunter auch für den besten Film des Jahres, ausgezeichnet wurde.

### Durchbruch in Erwachsenenrollen
Im Jahr 1996, nach einem Auftritt in Samuel Tasinajes Kurzfilm 15 sans billets, erhielt Magimel eine Nebenrolle in André Téchinés Thriller über den Tod eines Einbrechers und seine Folgen, Diebe der Nacht mit Catherine Deneuve und Daniel Auteuil. Für seine Darstellung des Jimmy Fontana erhielt er 1997 eine César-Nominierung als bester männlicher Nachwuchsdarsteller und den Prix Michel Simon.
Nach der Hauptrolle des exzentrischen Alfred de Musset in Diane Kurys’ Kostümfilm Das Liebesdrama von Venedig (1999) verkörperte er in Der König tanzt den jungen Sonnenkönig Ludwig XIV. (2000). Für diese Rolle lernte er drei Monate in einem Ballettstudio höfischen Tanz.  Ein Jahr danach folgte die männliche Hauptrolle in Michael Hanekes Film Die Klavierspielerin nach dem gleichnamigen Roman von Elfriede Jelinek. Darin verkörperte Magimel einen Wiener Studenten, der sich von einer selbstzerstörerischen, äußerlich kühlen Klavierlehrerin (Isabelle Huppert) angezogen fühlt. Das verstörende Beziehungsdrama brachte ihm und Huppert den Darstellerpreis auf den Filmfestspielen von Cannes 2001 ein. Darüber hinaus war Magimel für seine Leistung in diesem Film für den Publikumspreis des Europäischen Filmpreises als bester Darsteller nominiert.
Nach dem Erfolg von Die Klavierspielerin trat Magimel in der Folgezeit sowohl in ambitionierten wie auch in kommerziellen Filmproduktionen in Erscheinung. Er wurde vor allem dafür bekannt, düsteren, ernsten und introvertierten Figuren ein Gesicht zu geben. In den Jahren 2003 und 2004 spielte er zweimal unter der Regie von Altmeister Claude Chabrol. In dem Thriller Die Blume des Bösen agierte er an der Seite von Suzanne Flon und Nathalie Baye, mit der er bereits im Jahr 2000 in dem Drama Die Frau des Chefs zu sehen war. In Die Brautjungfer, der Verfilmung eines Kriminalromans von Ruth Rendell, war Laura Smet seine Filmpartnerin, die ihn als geheimnisvolle Senta um einen tödlichen Liebesbeweis bittet.
Einem breiten |europäischen Publikum wurde Magimel durch Die purpurnen Flüsse 2 – Die Engel der Apokalypse, nach einem Roman von Jean-Christophe Grangé, bekannt. Hierin bildete Magimel, nach der Absage Vincent Cassels, gemeinsam mit Jean Reno ein Ermittlerduo, das unheimlichen Morden in einem Kloster auf die Spur kommt. Im Jahr 2005 folgte Gérard Pirès’ Abenteuerfilm Les chevaliers du ciel, daneben arbeitete Magimel an Lionel Bailius Thriller Fair Play mit. In Marion Cotillards und Nicole Garcias Filmprojekt Selon Charlie war er mit Jean-Pierre Bacri, Vincent Lindon und Benoît Poelvoorde zu sehen.
2005 folgte einer der wohl auch für ihn kommerziell größten Erfolge in Frankreich, der mit versierten Luftkampfaktionen ausgestattete Fliegerfilm Sky Fighters. 2007 arbeitete er in Die zweigeteilte Frau erneut mit Claude Chabrol zusammen und spielte den wankelmütigen Erben eines Familienvermögens, der mit François Berléand um die Gunst von Ludivine Sagnier buhlt.
Benoît Magimel lebt in Paris und war von 1999 bis 2003 mit der Schauspielerin Juliette Binoche liiert, die er bei den Dreharbeiten zu Das Liebesdrama von Venedig kennenlernte und mit der er eine Tochter (* 2000) hat. Beide standen für das Historiendrama Geliebte Köchin (2023) erneut gemeinsam vor der Kamera. Auch mit der Schauspielerin Nikita Lespinasse, mit der er verheiratet ist, hat Magimel eine Tochter (* 2011).

## Filmografie (Auswahl)
- 1988: Das Leben ist ein langer, ruhiger Fluß (La vie est un long fleuve tranquille)
- 1989: Zum Teufel mit den Eltern (Papa est parti, maman aussi)
- 1989: Pause-café (TV)
- 1992: Sweetheart (Toutes peines confondues)
- 1993: Das gestohlene Tagebuch (Le cahier volé)
- 1994: Jalna (TV)
- 1995: Das einsame Mädchen (La fille seule)
- 1996: Hass (La haine)
- 1996: 15 sans billets (Kurzfilm)
- 1996: Diebe der Nacht (Les voleurs)
- 1999: Das Liebesdrama von Venedig (Les enfants du siècle)
- 2000: Die Frau des Chefs (Selon Matthieu)
- 2000: Der König tanzt (Le roi danse)
- 2001: Die Klavierspielerin (La pianiste)
- 2002: Das tödliche Wespennest (Nid de guêpes)
- 2003: Die Blume des Bösen (La fleur du mal)
- 2003: Strange Gardens (Effroyables jardins)
- 2004: Die purpurnen Flüsse 2 – Die Engel der Apokalypse (Les rivières pourpres II – Les anges de l’apocalypse)
- 2004: Die Brautjungfer (La demoiselle d’honneur)
- 2005: Duplicity (Trouble)
- 2005: Sky Fighters (Les chevaliers du ciel)
- 2006: Selon Charlie
- 2006: Fair Play
- 2007: Crime Insiders (Truands)
- 2007: Intimate Enemies – Der Feind in den eigenen Reihen (L’ennemi intime)
- 2007: Die zweigeteilte Frau (La fille coupée en deux)
- 2008: Die Möglichkeit einer Insel (La possibilité d’une île)
- 2008: Das Geheimnis der Geisha (Inju, la bête dans l’ombre)
- 2010: Spurlos (Sans laisser de traces)
- 2010: L’avocat
- 2010: Kleine wahre Lügen (Les petits mouchoirs)
- 2010: Mon pote
- 2011: Flucht durch die Berge (Forces spéciales)
- 2011: Des vents contraires
- 2012: My Way – Ein Leben für das Chanson (Cloclo)
- 2013: Für eine Frau (Pour une femme)
- 2014: Der Unbestechliche – Mörderisches Marseille (La French)
- 2015: La tête haute
- 2015: On voulait tout casser
- 2016: Fast Convoy – Tödlicher Transport (Le convoi)
- 2016: Die Frau aus Brest (La fille de Brest)
- 2016–2018: Marseille (TV-Serie)
- 2017: Der Schmerz (La douleur)
- 2019: Ein leichtes Mädchen (Une fille facile)
- 2019: Lola und das Meer (Lola Vers la mer)
- 2020: Lovers – Die Liebenden (Amants)
- 2021: In Liebe lassen (De son vivant)
- 2022: Pacifiction (Pacifiction – Tourment sur les îles)
- 2023: Rosalie
- 2023: Geliebte Köchin (La passion de Dodin Bouffant)
- 2024: Saint-Exupéry – Die Geschichte vor dem kleinen Prinzen (Saint-Ex)

## Auszeichnungen und Nominierungen
- 1997: César-Nominierung für Diebe der Nacht (Kategorie: Bester Nachwuchsdarsteller)
- 1997: Prix Michel Simon der Acteurs à l’Écran für Diebe der Nacht (Bester Darsteller)
- 2001: Darstellerpreis der Internationalen Filmfestspiele von Cannes für Die Klavierspielerin
- 2001: Nominierung für den Publikumspreis des Europäischen Filmpreises (Bester Darsteller)
- 2002: Prix Rémy Julienne des Festival du film d’aventures de Valenciennes
- 2013: César-Nominierung für My Way – Ein Leben für das Chanson (Bester Nebendarsteller)
- 2016: César für La tête haute (Bester Nebendarsteller)
- 2022: Prix Lumière für In Liebe lassen (Bester Darsteller)
- 2022: César für In Liebe lassen (Bester Hauptdarsteller)
- 2023: César für Pacifiction (Bester Hauptdarsteller)